# 全国保育協議会
全国保育協議会（ぜんこくほいくきょうぎかい）は、全国の認可保育所により構成される業界団体。社会福祉法人全国社会福祉協議会の内部組織であり、独立した法人格をもたない。認可保育所の約93%（約21,000ヶ所）が加入している。各都道府県・政令指定都市ごとに保育協議会が組織されている。 略称は「全保協（ぜんほきょう）」。

## 沿革
- 1952年10月　全国社会福祉協議会「保育部会」設立
- 1962年　全国社会福祉協議会「保育協議会」に改称
- 1977年　「全国保育協議会」に改称

## 事業内容
- 保育に関わる調査・研究事業
- 研修会の企画・開催による保育関係者への研修活動
- 会報誌やホームページ等による情報提供・広報活動
- 保育制度や施策についての国（行政）等への提言

## 主な著書
- 全国保育協議会／編　『保育年報　2006～保育所が進める次世代育成支援』全国社会福祉協議会発行　2006年7月 ISBN 978-4-7935-0854-7
- 小室豊允著　全国保育協議会編『競争の時代を勝ち抜く実践的保育所経営論』全国社会福祉協議会発行　2000年11月 ISBN 978-4-7935-0566-9